# Barcelona Energia
Barcelona Energia es la empresa de titularidad pública que opera como comercializadora de energía en el Área Metropolitana de Barcelona (España) desde julio de 2018, aunque hasta enero de 2019 no ofreció sus servicios a la ciudadanía.
El proyecto se aprobó en marzo de 2017 por todos los partidos políticos del consistorio con la única abstención del Partido Popular (PP).
Barcelona Energia es la primera empresa 100 % pública en ofrecer electricidad a precio de mercado y de procedencia 100 % renovable. Además, es una de las primeras comercializadoras en operar como representante entre pequeños productores de electricidad en el mercado eléctrico, posibilitando así que particulares de Barcelona y su área metropolitana puedan vender la energía sobrante generada por ellos mismos (a través de placas solares instaladas en las azoteas, por ejemplo). 
Actualmente, es la comercializadora 100 % pública más grande del Estado español.

## Historia
La empresa inició su actividad el 1 de julio de 2018 dando servicio al Ayuntamiento de Barcelona y diversos organismos públicos, además del alumbrado público, los semáforos, 41 instalaciones fotovoltaicas, la planta de biogás del Garraf y el Bicing. En una segunda fase, iniciada el 1 de enero de 2019, se pasó a dar servicio al cliente privado.
Barcelona Energia ya es la mayor comercializadora 100 % pública de energía eléctrica de España.
El origen y razón de ser de la compañía es ofrecer un suministro de energía asequible y procedente solo de energías 100 % renovables en Barcelona y los municipios su área metropolitana. El principal objetivo de la compañía es impulsar un modelo energético sostenible basado en las energías renovables, además de potenciar el autoconsumo y la generación de energía local.
El 1 de enero de 2019 se constituyó el Consejo de personas usuarias, el órgano de participación ciudadana de la compañía, en la primera asamblea de Barcelona Energia.
A finales de 2019, la compañía explota unos 200 GWh/año.
En 2020, Barcelona Energia anunció una serie de medidas para ayudar a la ciudadanía a superar la crisis del Covid-19. Entre estas medidas destacan el aplazamiento en el pago de facturas, la reducción de sus tarifas y la creación de una oferta específica para autónomos y PYMES.
Así pues, a partir de junio de 2020 Barcelona Energia extendió su oferta privada a pequeñas y medianas empresas.

## Origen de la energía
La energía que comercializa Barcelona Energia es de origen 100 % renovable, certificada por el órgano regulador estatal, la Comisión Nacional de los Mercados y la Competencia (CNMC), mediante el sistema de garantías de origen.

### Garantías de origen renovable
La garantía de origen es una acreditación, en formato electrónico, que asegura que un número determinado de megavatios-hora de energía eléctrica producidos en una central, en un periodo temporal determinado, han sido generados a partir de fuentes de energía renovables.

## Comercializadora pública
Barcelona Energia es una comercializadora eléctrica 100 % pública participada por el Ayuntamiento de Barcelona y el Área Metropolitana de Barcelona (AMB) a través del Grupo Tersa.

## Misión
Barcelona Energia tiene el objetivo de desarrollar un papel activo en el mercado energético para hacerlo más justo, eficiente y sostenible y liderar la transición hacia la soberanía energética del área metropolitana de Barcelona.
En definitiva, quiere contribuir a crear un nuevo modelo energético sostenible, potenciando el ahorro de energía, la participación ciudadana, el autoconsumo, la proximidad y el uso únicamente de energía 100 % renovable.

## Actividad
Como comercializadora pública, la actividad de Barcelona Energia se centra en la comercialización de energía 100 % renovable para todos los puntos de suministro del Ayuntamiento de Barcelona y otros organismos públicos, así como para cualquier persona o empresa ubicada dentro de Barcelona y su área metropolitana. 
Además, Barcelona Energia también se dedica a la representación de productores en el mercado de la energía generada en las plantas fotovoltaicas municipales, en la Planta de Valorización Energética de San Adrián y en la planta de biogás del Garraf; a la representación en el mercado de los excedentes de energía que se producen en las instalaciones de autoconsumo domésticas, y a la promoción y el estímulo de la generación energética renovable en el ámbito metropolitano.
El servicio de representación consiste en la intermediación entre el productor eléctrico y el mercado, para que el generador pueda liquidar la energía excedentaria de su instalación.

## Alcance territorial
Barcelona Energia opera en todos los municipios del Área metropolitana de Barcelona.
| Más de un millón de habitantes: | Barcelona |
| Más de 100.000 habitantes:      | Badalona ǀ Hospitalet de Llobregat ǀ Santa Coloma de Gramanet |
| Más de 50.000 habitantes:       | Castelldefels ǀ Sardañola del Vallés ǀ Cornellá de Llobregat ǀ El Prat de Llobregat ǀ San Baudilio de Llobregat ǀ San Cugat del Vallés ǀ Viladecans |
| Más de 25.000 habitantes:       | Barberá del Vallés ǀ Esplugas de Llobregat ǀ Gavá ǀ Moncada y Reixach ǀ Ripollet ǀ San Adrián de Besós ǀ San Andrés de la Barca ǀ San Feliú de Llobregat ǀ San Juan Despí ǀ San Vicente dels Horts                                                            |
| Menos de 25.000 habitantes:     | Badia del Vallés ǀ Begas ǀ Castellbisbal ǀ Cervelló ǀ Corbera de Llobregat ǀ El Papiol ǀ La Palma de Cervelló ǀ Molins de Rey ǀ Montgat ǀ Pallejá ǀ San Clemente de Llobregat ǀ San Justo Desvern ǀ Santa Coloma de Cervelló ǀ Tiana ǀ Torrellas de Llobregat |

## Tarifas
Barcelona Energia ofrece una serie de tarifas adaptadas a particulares y pequeñas y medianas empresas. Todas las tarifas incluyen un servicio de asesoramiento personalizado, tanto de eficiencia económica como energética. Así, por ejemplo, ofrecen para aquellas personas interesadas un servicio de optimización de potencia eléctrica.
La energía proporcionada en cualquiera de las tarifas de Barcelona Energia es únicamente 100 % renovable.

### Tarifas ciudadanas[18]
El elemento característico de las tarifas ciudadanas de Barcelona Energia es que todas vienen acompañadas de un asesoramiento personalizado en eficiencia energética y económica.
Así, al cabo de un mes de contrato, proponen a sus clientes realizar un estudio totalmente gratuito de potencia, para ajustar la potencia contratada con la realmente requerida por cada hogar.

#### Tarifa variable
Tarifa eléctrica de precio indexado. Barcelona Energia fija el precio de la energía cada hora en función de los precios del mercado mayorista de electricidad y de los costes de REE (Red Eléctrica de España).
Es la tarifa con la que Barcelona Energia quiere poner en valor su transparencia como compañía pública, ya que es la que permite pagar por la luz el precio real de mercado cada hora de consumo. Ahorrando así los sobrecostes de los márgenes de seguridad propios de las tarifas fijas. Está disponible con o sin discriminación horaria.

#### Tarifa clásica
Tarifa con un precio fijo por kWh durante todo el año. La variación del importe final de la factura dependerá del consumo energético durante el período de facturación. Está disponible con o sin discriminación horaria. 
Barcelona Energia anunció una bajada de la tarifa fija como medida social para ayudar en la crisis del Covid-19. Esta rebaja no se anunció solo para nuevos clientes sino que también se aplicó con carácter inmediato a su cartera de clientes actuales en ese momento.

#### Tarifa eficiente
La tarifa eficiente establece el precio de la energía en función del número de integrantes del núcleo familiar y de su consumo. Dentro de cada núcleo familiar, se determinan varios tramos de diferente precio, de menor a mayor, según el consumo de electricidad mensual.
De este modo, el precio de la luz varía cada mes en función del consumo eléctrico del hogar. El tramo 1, el de menor consumo, es siempre el más económico para incentivar un ahorro energético. Cuanto más eficiente sea el consumo, más bajo es el precio del kWh en la factura de la luz.

#### Tarifa solar
Tarifa exclusiva para consumidores con instalación fotovoltaica (autoconsumo fotovoltaico) y tarifa de acceso 2.0 DHA o 2.1 DHA (con discriminación horaria).
La tarifa solar tiene dos precios durante el día, uno para el período solar (más impacto de horas de luz) y uno para el periodo no solar. Además, esta tarifa permite gestionar y beneficiarse de los excedentes de energía producidos por la placa fotovoltaica.
Es la tarifa con la que Barcelona Energia quiere promover la democratización del autoconsumo fotovoltaico en Barcelona y el Área Metropolitana.

### Tarifas empresa[23]
Barcelona Energia anunció en junio de 2020 que abría su oferta a las empresas de Barcelona y el Área Metropolitana. Estas tarifas están concebidas para ser una alternativa energética y de ahorro para las micro, pequeñas y medianas empresas, comercios y autónomos.
Esta nueva oferta ofrece un abanico de tarifas adaptadas a diferentes necesidades, sin permanencia ni límite de potencia contratada.
Las tarifas para empresa de Barcelona Energia son conceptualmente muy similares a sus tarifas ciudadanas: tarifa variable empresas, tarifa clásica empresas, tarifa solar empresas.
Para las empresas con consumos superiores a 50.000 kWh/año la compañía ofrece una oferta personalizada.

## Autoconsumo
El autoconsumo fotovoltaico forma parte del proyecto de Barcelona Energia para liderar la transición hacia la soberanía energética, promoviendo la producción pública i particular de energía, la democratitzación de su acceso y la su gestión como servicio público.
Barcelona Energia, además, comercializa la energía de todas las instalaciones fotovoltaicas de la ciudad de Barcelona. Entre ellas, la más emblemática es la pérgola fotovoltaica del Parque del Fórum de Barcelona.

## Consejo de personas usuarias
El Consejo de personas usuarias de Barcelona Energia es el órgano de participación ciudadana de la compañía. 
Es un órgano asesor que permite a las personas usuarias de Barcelona Energia que quieran formar parte y participar de forma activa en la toma de decisiones de la comercializadora energética.
La primera asamblea anual se celebró en el año 2019.
Las funciones del Consejo de personas usuarias son:
- Elaboración de propuestas sobre la orientación y prioridades de Barcelona Energia.
- Participación en la definición de la política de concienciación y pedagogía social sobre el uso de energías renovables y consumo responsable.
- Intervención en la definición de propuestas sobre las tarifas e inversiones de la comercializadora en las materias requeridas.

El Consejo de personas usuarias está abierto a todos los usuarios y usuarias de Barcelona Energia que quieran formar parte, a través de su plataforma Decidimos.

## Reconocimientos y premios
Barcelona Energia gana el premio Transformative Cities en la categoría de energía en el 2019.